# Zulfairuuz Rudy
Zulfairuuz Rudy  (* 22. Mai 1994 in Singapur), mit vollständigen Namen Mohamed Zulfairuuz Bin Mohamed Rudy, ist ein ehemaliger singapurischer Fußballspieler.

## Karriere
Zulfairuuz Rudy erlernte das Fußballspielen in der National Football Academy in Singapur. 2013 stand er bei den Young Lions unter Vertrag. Die Young Lions sind eine U23-Mannschaft, die 2002 gegründet wurde. In der Elf spielen U23-Nationalspieler und auch Perspektivspieler. Ihnen soll die Möglichkeit gegeben werden, Spielpraxis in der ersten Liga, der Singapore Premier League, zu sammeln. Wo er von 2014 bis 2015 gespielt hat, ist unbekannt. 2016 unterschrieb er einen Einjahresvertrag bei Home United. Hier stand er neunmal in der ersten Liga zwischen den Pfosten. Von 2017 bis 2018 spielte er bei Hougang United. Bei Hougang kam er auf vier Erstligaspiele. 2019 nahmen ihn die Tampines Rovers unter Vertrag. In seiner ersten Saison bei den Rovers kam er auf zwei Einsätze in der ersten Liga und feierte Ende 2019 die Vizemeisterschaft. Im November 2019 stand er mit dem Klub im Endspiel des Singapore Cup. Hier gewann man mit 2:0 gegen den Warriors FC. Den Singapore Community Shield gewann der Klub 2020. Das Spiel gegen Hougang United gewann man mit 3:0. Nach drei Jahren verließ er den Verein und schloss sich Anfang 2022 dem ebenfalls in der ersten Liga spielenden Geylang International an. In seiner letzten Saison bestritt er für Geylang ein Erstligaspiel. Nach der Saison 2022 beendete er seine Karriere als Fußballspieler.

## Erfolge
Tampines Rovers
- Singapore Premier League: 2019 (Vizemeister)
- Singapore Cup: 2019
- Singapore Community Shield: 2020